# Карлова, Оттон
Оттон Карлова (Otto Karlowa; 1836—1904) — немецкий юрист, историк права. С 1867 года — профессор права в Грайфсвальдском университете, с 1872 года — в Гейдельбергском университете. 

## Биография
Родился 11 февраля 1836 года в Бюккебурге. Происходил из старинной чешской семьи, эмигрировавшей в Брауншвейг в XVI веке из-за гонений на веру. Его отец Иоганн Герман Август Капаун-Карлова (1804—1875) сначала был судьёй и советником в княжестве Шаумбург-Липпе, а затем старшим советником апелляционного суда в Вольфенбюттеле; мать Софи, урожденная Торнтен, имела британское происхождение. В семье было пять сыновей и дочь.
После окончания средней школы в Вольфенбюттеле с 1854 года он изучал право и историю в университетах Геттингена, Берлина и Йены. Среди его профессоров были Ганс Карл Бриглеб, Иоганн Генрих Тёль, Георг Вайц и Вильгельм Франц Франке. В Гёттингенском университете за своё сочинение он получил награду. В 1859 году сдал экзамен по праву и занял должность аудитора в юридической фирме в Бюккебурге.
В 1862 году получил степень доктора права в Боннском университете, защитив диссертацию «De natura atque indole synallagmatos, quod emptioni, venditioni, ceterisque requiredibus mutuis inesse dicitur» и через несколько месяцев, получив хабилитацию, он стал читать лекции в Боннском университете в качестве приват-доцента. Осенью 1867 года занял должность ординарного профессора гражданского процессуального права, уголовного права и римского права в Грайфсвальдском университете. На Пасху 1872 года Оттон Карлова был назначен преемником Левина Гольдшмидта в Гейдельбергском университете, где проработал более 30 лет; был деканом юридического факультета. Был командором 2 класса ордена Церингенского льва.
Его основной труд «История римского права» («Römische Rechtsgeschichte»), над которым он работал 20 лет и который остался незаконченным, был опубликован в Лейпциге в 1885 и 1901 годах в двух томах. Его репринт был напечатан в 1998 году.
Написал также: «Beiträge zur Gesch. d. röm. Civilprocess» (Бонн, 1865); «Die Formen der Römischen Ehe und Manus» (Бонн, 1868); «Das Rechtsgeschaft und seine Wirkung» (Берлин, 1878; репринт: 2009. — ISBN 978-3-8357-0654-5), «Über die Reception des römischen Rechts in Deutschland: mit besonderer Rücksicht auf Churpfalz» (Гейдельберг, 1878), «Ruperto-Carola» (Гейдельберг, 1886), «Miscellanea» (Берлин, 1899).
Был женат на дочери зоолога Рудольфа Лейкарта.
Умер 3 января 1904 года в Лейпциге.